# Fort (woning)
Een fort is een groot woonhuis dat oorspronkelijk als eengezinswoning is gebouwd, maar door vele gezinnen wordt bewoond.
Kenmerkend aan een fort is dat het was gebouwd om als woning te dienen voor een gezin dat zich een groot huis financieel kan veroorloven. Door omstandigheden veranderde de functie later naar het huisvesten van meerdere zeer arme gezinnen, doorgaans één gezin per kamer. Vaak wordt er ook huisnijverheid bedreven. Vanwege het grote aantal mensen dat er woont en doorgaans een vrijwel totaal gebrek aan onderhoud, verandert het woonhuis in een verloederd pand met vele activiteiten (vandaar de benaming 'fort').

## Nederland
In Nederland kwamen in de 19e eeuw forten voor, onder meer in Den Haag, Amsterdam en Leeuwarden. Tijdens de Industriële Revolutie trokken vele mensen naar de steden, zodat daar een enorm tekort aan woningen ontstond. Circa twee miljoen arbeiders, (40% van de bevolking) leefden in 1900 in armoede met grote gezinnen in onder meer sloppen, hofjes en kelders. Waar rijken hun grote huizen verlieten, trokken arme mensen erin. Forten trof men zowel in achterbuurten en sloppenwijken aan (zoals delen van de Amsterdamse Jordaan destijds), als in de betere buurten (zoals aan het Zaailand in Leeuwarden).